# Синајски псалтир
Синајски псалтир је старосрпски (српска редакција старословенског језика) црквени рукопис из 11. века. Представља најстарији сачувани Псалтир на старословенском језику. Пронађен је у манастиру Свете Катарине на Синају по коме и носи назив и где се још увек чува.
Писан је на глагољици и до сада је пронађено 209 листова пергамента.
Највећи део Псалтира (177 листова) је откривен 1850. године од стране руског архимандрита Порфирија Успенског, а осталих 32 листа откривени су 1968. године.
У истом манастиру су нађени такозвани Кијевски листићи на глагољици које је написао Димитрије Синаит и који се чувају у Кијеву.